# منتدى الفكر العربي
منتدى الفكر العربي Arab Thought Forum في الأردن هي منظمة غير حكومية تعمل كمركز بحثي وفكري، تهتم بالقضايا الفكرية والثقافية والتنموية في العالم العربي . ويركز بشكل خاص على قضايا القومية العربية والوحدة العربية. تأسست عام 1981 على يد الأمير الحسن بن طلال في أعقاب مؤتمر القمّة العربيّ الحادي عشر بمبادرة من المفكّرين وصانعي القرار العرب.

## الاهداف
- الإسهام في تكوين الفكر العربي المعاصر وتطويره ونشره وترسيخ الوعي والاهتمام به[5]
- دراسة العلاقات الاقتصادية والاجتماعية والثقافية في الوطن العربيّ، وتدارسها مع مجموعات الدول الأخرى، لا سيما الدول الإسلامية والدول النامية
- الإسهام في تكوين نظرة عربية علمية نحو مشكلات التنمية التي تعالجها المنتديات والمؤسسات الدولية
- بناء الجسور بين قادة الفكر وصانعي القرار في الوطن العربيّ، بما يخدم التعاون بينهم في رسم السياسات العامة
- العناية بالدراسات المستقبلية المتعلقة بشؤون أقطار الوطن العربي وعَلاقاتها الدولية.

## روابط خارجية
- الموقع الرسمي